# Kistemaker
Kistemaker ist ein niederländischer Familienname.

## Herkunft und Bedeutung
Kistemaker ist ein Berufsname und bezieht sich auf einen Kistenmacher bzw. Schreiner.

## Varianten
- Kistenmacher, Kistner, Küstenmacher

## Namensträger
- Jacob Kistemaker (1917–2010), niederländischer Hochschullehrer, Atomphysiker und gilt als Vater des Urananreicherungsprogramms
- Johann Hyacinth Kistemaker (1754–1834), deutscher Priester, Gymnasialdirektor und Hochschullehrer
- Simon Kistemaker (* 1941), niederländischer Fußballtrainer